# Ornithopus
Ornithopus, im deutschen Sprachraum auch Vogelfuß oder auch Serradella genannt, ist eine Pflanzengattung aus der Tribus Loteae in der Unterfamilie der Schmetterlingsblütler (Faboideae) innerhalb der Familie der Hülsenfrüchtler (Fabaceae).

## Beschreibung

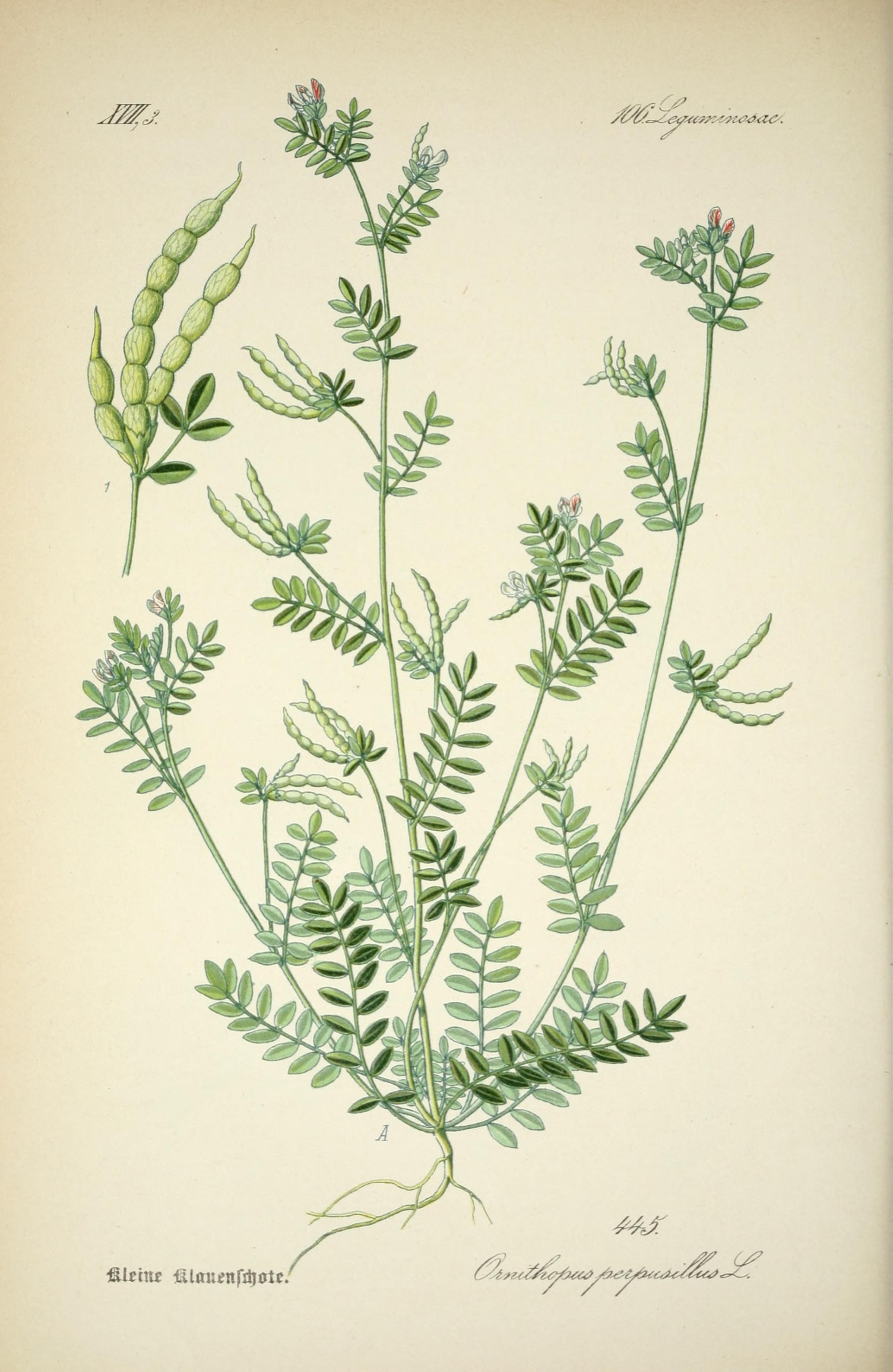
Illustration aus Prof. Dr. Thomé's Flora von Deutschland, Österreich und der Schweiz, in Wort und Bild, für Schule und Haus; mit ... Tafeln ... von Walter Müller, 1888, Tafel 445 der Mäusewicke (Ornithopus perpusillus)

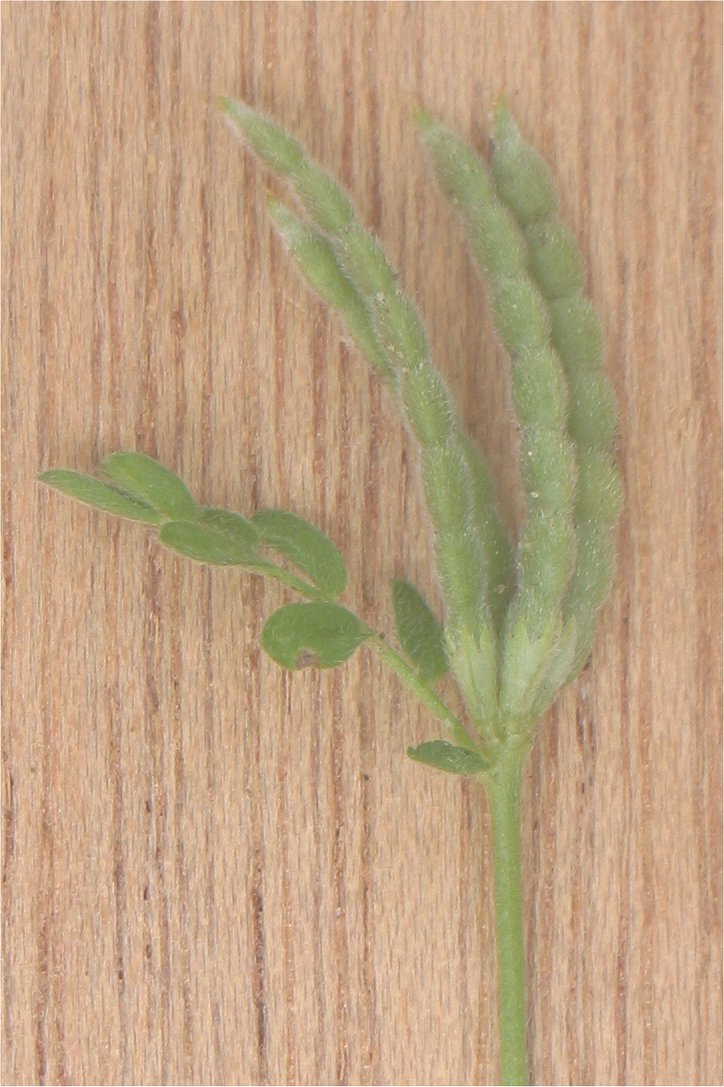
Gliederhülsen der Mäusewicke (Ornithopus perpusillus)

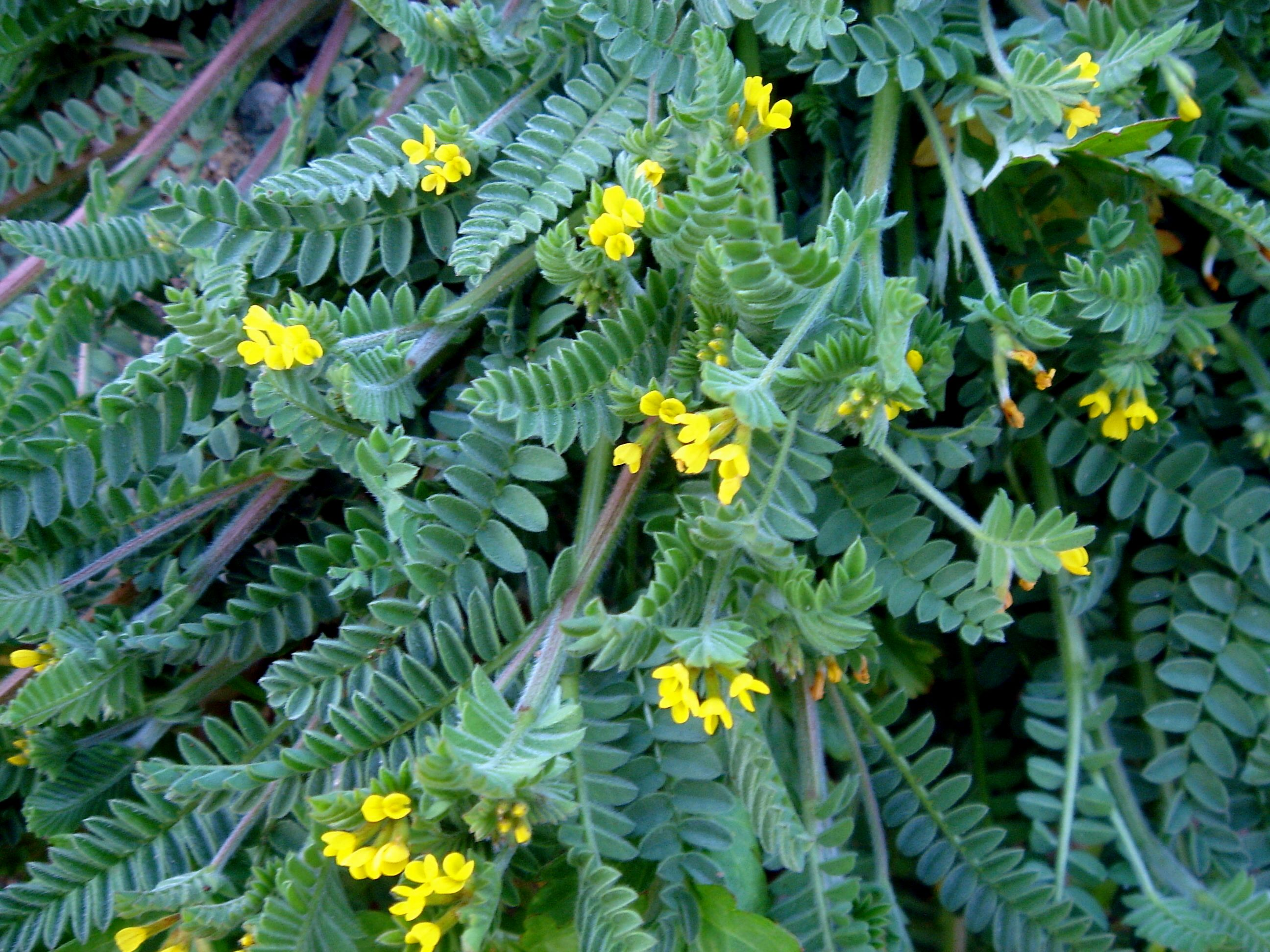
Gelbe Serradella (Ornithopus compressus)

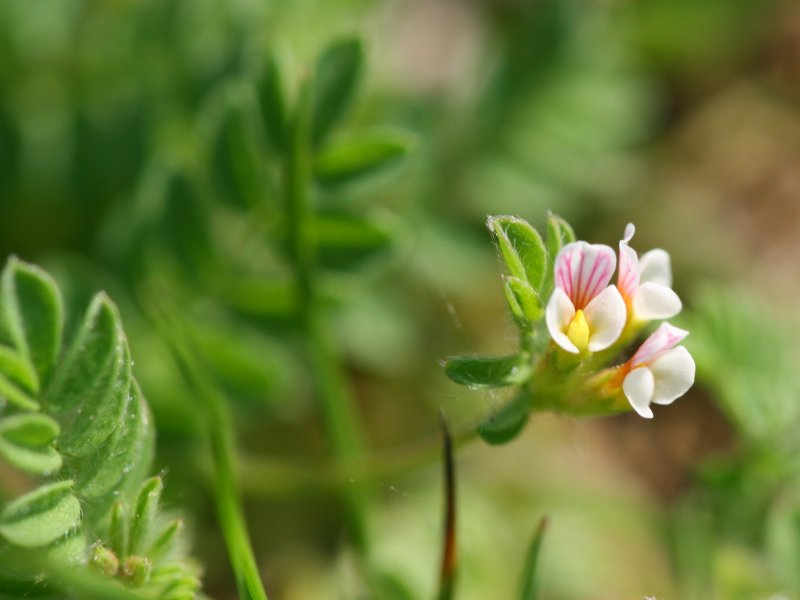
Mäusewicke (Ornithopus perpusillus)

### Vegetative Merkmale
Die Ornithopus-Arten sind einjährige krautige Pflanzen. Die Stängel sind niederliegend bis aufsteigend.
Die wechselständig und meist schraubig angeordneten Laubblätter sind gestielt oder sitzend und 2 bis 15 Zentimeter lang. Die relativ kleinen Nebenblätter sind linealisch und untereinander frei, aber mit dem Blattstiel verwachsen. Die unpaarig gefiederte Blattspreite besteht aus drei bis 18 Paaren von Fiederblättchen plus das Endfiederblättchen. Der Trivialname Serradella bezieht sich auf die gesägt wirkenden Laubblätter. Es sind keine Nebenblättchen vorhanden. Es können Pulvini vorhanden sein. Die Ränder der Blättchen sind glatt.

### Generative Merkmale
Achselständig stehen auf einem Blütenstandsschaft einfache, meist kopfigen Blütenstände, die jeweils nur wenige Blüten enthalten. Die relativ kurz gestielten Blüten stehen meist über einem Tragblatt, das oft laubblattähnlich ist. Es sind meist Deckblätter vorhanden.
Die relativ kleinen, zwittrigen Blüten sind zygomorph und fünfzählig mit doppelter Blütenhülle. Die fünf haltbaren Kelchblätter sind auf mindestens der Hälfte ihrer Länge zylindrisch oder glockenförmig verwachsen mit fünf meist mehr oder weniger gleichen Kelchzähnen. Die weißen, rosafarbenen oder gelben Kronblätter sind in der typischen Form der Schmetterlingsblüte angeordnet. Die Kronblätter sind genagelt. Die Fahne ist länglich oder kreisförmig. Die zwei Flügel sind nicht mit dem Schiffchen verwachsen und länglich. Zwei Kronblätter sind zum Schiffchen verwachsen, das mehr oder weniger gerade ist und stumpf endet. Es sind zehn fertile Staubblätter vorhanden. Alle Staubbeutel sind gleich. Es ist nur ein oberständiges Fruchtblatt vorhanden und enthält 7 bis 50 Samenanlagen. Der kahle Griffel ist nach innen gebogen und endet in einer kopfigen Narbe.
Die sitzenden, 20 bis 35 Millimeter langen, geraden bis gebogenen Hülsenfrüchte öffnen sich bei Reife nicht und enthalten 7 bis 25 Samen. Die Hülsenfrüchte sind im Querschnitt rund oder abgeflacht, sie sind stark genervt und zwischen den Samen verengt. Es sind Gliederhülsen, die bei Reife in einsamige Teilfrüchte zerfallen, also Bruchfrüchte. Die relativ kleine Samen sind kugelig bis linsenförmig und enthalten Endosperm und besitzen keinen Arillus.

### Chromosomensatz
Die Chromosomengrundzahl beträgt x = 7; es liegt meist Diploidie mit einer Chromosomenzahl 2n = 14. vor.

## Ökologie
Bei Ornithopus-Arten handelt es sich um helophytische oder mesophytische Therophyten. Es liegt eine Symbiose vor mit stickstofffixierenden Knöllchenbakterien in den Wurzelknöllchen.
Die Bestäubung erfolgt durch Insekten (Entomophilie). Die Diasporen sind die einsamigen Teilfrüchte der Gliederhülse.

## Systematik und Verbreitung
Die Gattung Ornithopus wurde 1753 durch Carl von Linné in Species Plantarum, Tomus II, S. 743 aufgestellt. Typusart ist Ornithopus perpusillus L. Synonyme für Ornithopus L. sind: Ornithopodium Mill., Artrolobium Desv.
Die Gattung Ornithopus L. umfasst etwa sechs Arten. Vier von ihnen kommen in Europa vor. Das Hauptverbreitungsgebiet ist der Mittelmeerraum bis Westasien. Eine Art kommt nur in Südamerika vor. Beispielsweise in Australien und Neuseeland sind drei Arten Neophyten.
Je nach Autor gibt etwa sechs Ornithopus-Arten.
- Gelbe Serradella (Ornithopus compressus L.):[6] Sie kommt in Südeuropa, in Marokko, Algerien, Tunesien, auf den Kanaren, in Madeira und in Zypern, der Türkei, Libanon, Iran und Georgien vor und ist auf den Azoren ein Neophyt.[8]
- Ornithopus micranthus (Benth.) Arechav.:[6] Sie kommt in Argentinien, Uruguay und im brasilianischen Bundesstaat Rio Grande do Sul vor.[8]
- Mäusewicke (Ornithopus perpusillus L.)[6], auch Kleiner Vogelfuß genannt: Sie kommt in Europa vor, hauptsächlich in Westeuropa, auf den Kanaren und auf Madeira, in Algerien und ist auf den Azoren ein Neophyt.[8]
- Ornithopus pinnatus (Mill.) Druce:[6] Sie kommt in Südeuropa, in Nordwestafrika, auf den Kanaren und auf Madeira, in der Türkei, Syrien und in der Region Palästina vor und erreicht nördlich die britischen Scilly-Inseln.[8]
- Echte Serradella (Ornithopus sativus Brot.):[6] Sie ist Portugal, Spanien und Südwestfrankreich, Marokko und Algerien verbreitet und ist auf den Azoren ein Neophyt.[8] Es gibt etwa zwei Unterarten:
  - Ornithopus sativus subsp. isthmocarpus (Cosson) Dostál[6]
  - Ornithopus sativus Brot. subsp. sativus[6]
- Ornithopus uncinatus Maire & Sam.:[6] Sie kommt in Marokko vor.[8]

## Nutzung
Die meisten Arten werden vielfältig genutzt. Ornithopus-Arten werden fast weltweit zur Futtermittelproduktion und Beweidung angebaut.